# Lijst van krokodilachtigen
Er zijn 27 soorten krokodilachtigen, zie de onderstaande tabel voor een lijst van alle soorten met afbeeldingen, wetenschappelijke naamgeving, gemiddelde lengte, de aantallen in het wild en de beschermingsstatus. De lengte betreft steeds die van een gemiddeld volwassen exemplaar, afgerond op een halve meter. De maximale lengte voor een soort en de lengte van een juveniel kunnen hier sterk van afwijken, met name bij de grotere soorten.
| Afbeeldingen, lengtes, geschatte aantallen en beschermingsstatus | Afbeeldingen, lengtes, geschatte aantallen en beschermingsstatus                                            | Afbeeldingen, lengtes, geschatte aantallen en beschermingsstatus | Afbeeldingen, lengtes, geschatte aantallen en beschermingsstatus                                                  |
| Alligators en kaaimannen (Alligatoridae): 8 soorten              | Alligators en kaaimannen (Alligatoridae): 8 soorten                                                         | Alligators en kaaimannen (Alligatoridae): 8 soorten              | Alligators en kaaimannen (Alligatoridae): 8 soorten                                                               |
| ---------------------------------------------------------------- | --- | ---------------------------------------------------------------- | --- |
|                                                                  | Mississippialligator (Alligator mississippiensis) Lengte: 4 - 4,5 meter Aantal: >1 miljoen Status: Veilig   |                                                                  | Breedsnuitkaaiman (Caiman latirostris) Lengte: 2 meter Aantal: 250.000 tot 500.000 Status: Veilig                 |
|                                                                  | Brilkaaiman (Caiman crocodilus) Lengte: 2 - 2,5 meter Aantal: >1 miljoen Status: Veilig                     |                                                                  | Chinese alligator (Alligator sinensis) Lengte: 2 meter Aantal: minder dan 200 Status: Kritiek                     |
|                                                                  | Cuviers gladvoorhoofdkaaiman (Paleosuchus palpebrosus) Lengte: 1,5 meter Aantal: >1 miljoen Status: Veilig  |                                                                  | Schneiders gladvoorhoofdkaaiman (Paleosuchus trigonatus) Lengte: 1,5 - 2 meter Aantal: >1 miljoen Status: Veilig  |
|                                                                  | Yacarekaaiman (Caiman yacare) Lengte: 2,5 - 3 meter Aantal: 100.000 - 200.000 Status: Veilig                |                                                                  | Zwarte kaaiman (Melanosuchus niger) Lengte: 4 meter Aantal: 25.000 - 50.000 Status: Van bescherming afhankelijk   |
| Echte krokodillen (Crocodylidae): 18 soorten                     | |                                                                  | |
|                                                                  | Breedvoorhoofdkrokodil (Osteolaemus tetraspis) Lengte: 1,5 meter Aantal: 25.000 - 100.000 Status: Kwetsbaar |                                                                  | Bultkrokodil (Crocodylus moreletii) Lengte: 3 meter Aantal: 10.000 - 20.000 Status: Van bescherming afhankelijk   |
|                                                                  | Filipijnse krokodil (Crocodylus mindorensis) Lengte: 2 - 2,5 meter Aantal: minder dan 250 Status: Kritiek   |                                                                  | Moeraskrokodil (Crocodylus palustris) Lengte: 4 - 5 meter Aantal: 5.000 - 10.000 Status: Kwetsbaar                |
|                                                                  | Nieuw-Guinese krokodil (Crocodylus novaeguineae) Lengte: 3 meter Aantal: 50.000 - 100.000 Status: Veilig    |                                                                  | Nijlkrokodil (Crocodylus niloticus) Lengte: 5 meter Aantal: 250.000 tot 500.000 Status: Veilig                    |
|                                                                  | Australische krokodil (Crocodylus johnsoni) Lengte: 2,5 - 3 meter Aantal: 50.000 - 100.000 Status: Veilig   |                                                                  | Orinocokrokodil (Crocodylus intermedius) Lengte: 4 meter Aantal: 250 - 1.500 Status: Kritiek                      |
|                                                                  | Pantserkrokodil (Mecistops cataphractus) Lengte: 2,5 - 3 meter Aantal: ongeveer 50.000 ? Status: Kritiek    |                                                                  | Ruitkrokodil of Cubaanse krokodil (Crocodylus rhombifer) Lengte: 3,5 meter Aantal: 3.000 - 6.000 Status: Bedreigd |
|                                                                  | Siamese krokodil (Crocodylus siamensis) Lengte: 3 meter Aantal: minder dan 5.000 Status: Kritiek            |                                                                  | Spitssnuitkrokodil (Crocodylus acutus) Lengte: 5 meter Aantal: 10.000 - 20.000 Status: Kwetsbaar                  |
|                                                                  | Zeekrokodil (Crocodylus porosus) Lengte: 4 - 5 meter Aantal: 200.000 - 300.000 Status: Veilig               |                                                                  | Mecistops leptorhynchus (Geen Nederlandse naam) Lengte: Onbekend Aantal: Onbekend Status: Niet geëvalueerd        |
|                                                                  | Crocodylus suchus (Geen Nederlandse naam) Lengte: Onbekend Aantal: Onbekend Status: Niet geëvalueerd        |                                                                  | Osteolaemus osborni (Geen Nederlandse naam) Lengte: Onbekend Aantal: Onbekend Status: Niet geëvalueerd            |
| Plaats uw zelfgemaakte foto hier                                 | Crocodylus halli (Geen Nederlandse naam) Lengte: Onbekend Aantal: Onbekend Status: Niet geëvalueerd         |                                                                  | |
| Gavialen (Gavialidae): 1 soort                                   | |                                                                  | |
|                                                                  | Gaviaal (Gavialis gangeticus) Lengte: 4 - 5 meter Aantal: Minder dan 200 Status: Kritiek                    |                                                                  | Onechte gaviaal (Tomistoma schlegelii) Lengte: 4 - 5 meter Aantal: Minder dan 2.500 Status: Bedreigd              |